# GE Appliances
GE Appliances (GE Eletrodomésticos) é uma ramo de negócios do grupo Haier. A GE Aplliance atua, entre outros, na fabricação e comercialização de eletrodomésticos. Previamente fazia parte da subsidiária GE Consumer & Industrial da empresa multinacional estadunidense General Electric. Em 2016 foi vendida por $5.4 bilhões de dolares para o grupo chinês Haier. 